# Лусіано Нарсінг
Лусіано Нарсінг (нід. Luciano Narsingh, нар. 13 вересня 1990, Амстердам) — нідерландський футболіст, правий фланговий півзахисник клубу «Свонсі Сіті».
Насамперед відомий виступами за клуб «Геренвен» та ПСВ, а також національну збірну Нідерландів.

## Клубна кар'єра
Народився 13 вересня 1990 року в місті Амстердам. Вихованець юнацьких команд футбольних клубів «АВВ Зеебургія», АЗ, «Аякс» та «Геренвен».
У дорослому футболі дебютував 2008 року виступами за команду клубу «Геренвен», в якій провів чотири сезони, взявши участь у 62 матчах чемпіонату. 
До складу клубу ПСВ приєднався 2012 року. За чотири з половиною сезони встиг відіграти за команду з Ейндговена 115 матчів в національному чемпіонаті та встиг виграти два титули чемпіона країни і три Суперкубка Нідерландів.
У січні 2017 року за 4 мільйони фунтів перейшов в «Свонсі Сіті», підписавши контракт до 2019 року.

## Виступи за збірні
У 2008 році дебютував у складі юнацької збірної Нідерландів, взяв участь у 12 іграх на юнацькому рівні.
Протягом 2010 року залучався до складу молодіжної збірної Нідерландів. На молодіжному рівні зіграв у 11 офіційних матчах, забив 1 гол.
У 2012 році дебютував в офіційних матчах у складі національної збірної Нідерландів. Наразі провів у формі головної команди країни 5 матчів, забивши 2 голи. Був учасником фінальної частини чемпіонату Європи 2012 року.

## Титули і досягнення
- Чемпіон Нідерландів (2):

ПСВ:  2014–15, 2015–16
- Володар Кубка Нідерландів (1):

«Геренвен»:  2008–09
- Володар Суперкубка Нідерландів (1):

ПСВ:  2012, 2015, 2016